# Eurodicautom
Eurodicautom war die bahnbrechende Terminologie-Datenbank der Europäischen Kommission, die 1975 eingeführt wurde, um Übersetzer und Mitarbeiter bei der Verwaltung mehrsprachiger Terminologie zu unterstützen. Das System, das aus der Forschung zur Computerlinguistik an der Université libre de Bruxelles hervorging, entwickelte sich zu einem der ersten groß angelegten digitalen Terminologiesysteme. Ursprünglich umfasste es sechs Sprachen, wurde jedoch auf elf Sprachen (plus Latein für wissenschaftliche Namen) erweitert, als die Europäische Gemeinschaft wuchs. Ab 1980 war es innerhalb der Kommission online zugänglich und wurde später auch der Öffentlichkeit zugänglich gemacht, was einen Einfluss auf moderne Übersetzungstechnologien wie IATE hatte.

## Geschichte und Entwicklung

### Ursprünge mit DICAUTOM
Eurodicautom entstand aus DICAUTOM (Dictionnaire Automatique), einem Projekt zur automatisierten Wörterbuchkonsultation, das zwischen 1961 und 1963 von der Groupe de Linguistique Automatique an der Université libre de Bruxelles (ULB) im Rahmen des Euratom-Vertrags Nr. 018615 CETB entwickelt wurde. An diesem Projekt waren Forscher wie J.A. Bachrach, J. Blois, P. Decresy, F. Defijn, L. Hirschberg und J. Mommens beteiligt. DICAUTOM sollte menschliche Übersetzer unterstützen, indem es Wörterbuchabfragen automatisierte, unter Verwendung eines morphologischen Analysesystems, das von Jacques Blois entwickelt wurde, sowie lexikalischer Konkordanzen aus der Hochenergiephysik von L. Hirschberg, die auf frühen Computern wie dem IBM 7090 und dem IBM 1620 implementiert wurden. Es wurde durch die Forschung zur maschinellen Übersetzung an der Georgetown University inspiriert.
Bis Juni 1963 war DICAUTOM abgeschlossen, mit einem morphologischen Analysesystem, das von Blois entwickelt wurde und Mehrdeutigkeiten reduzierte, indem es präzise, eindeutige Übersetzungen lieferte, wodurch zeitaufwändige kontextuelle Abfragen überflüssig wurden. Diese Arbeit wurde im Bericht der National Science Foundation von 1962 anerkannt, der ihren Beitrag zur automatischen Übersetzung und linguistischen Datenverarbeitung hervorhob. Ein wichtiger Bestandteil dieses Systems wurde in Blois’ Werk von 1962, Morphologie du français pour la traduction automatique, beschrieben, das unter Euratom veröffentlicht wurde und die automatische französische Synthese ermöglichte, getestet auf dem IBM 1620.

### Die dritte Version von DICAUTOM und ihre Auswirkungen
Eine bedeutende Weiterentwicklung von DICAUTOM fand mit der dritten Version statt, die auf der COLING 1967 in Grenoble vorgestellt wurde. Diese Version führte Verbesserungen in der kontextuellen Analyse ein und war für das Deutsche optimiert, was einen wichtigen Meilenstein im Management mehrsprachiger Terminologie darstellte. Im Gegensatz zur ursprünglichen Version, die auf dem IBM 1620 und dem IBM 7090 lief, wurde diese Iteration auf dem **IBM System/360 Model 40** getestet, was schnellere Wörterbuchabfragen und eine effizientere morphologische Analyse ermöglichte.
Diese dritte Version wurde als Reaktion auf die wachsenden Bedürfnisse der Übersetzer innerhalb der Europäischen Gemeinschaft entwickelt, mit Schwerpunkt auf der automatischen Abrufung mehrsprachiger Terminologie bei gleichzeitiger Minimierung von Mehrdeutigkeiten. Die in DICAUTOM III eingeführten Innovationen hatten direkten Einfluss auf die Entwicklung von Eurodicautom, das 1975 als vollwertige operationelle Terminologiedatenbank eingeführt wurde.
Der Erfolg von DICAUTOM wurde im ALPAC-Bericht von 1966 festgehalten, der den Stand der Forschung zur maschinellen Übersetzung bewertete und DICAUTOM als wertvolles Werkzeug für Übersetzer anerkannte, im Gegensatz zu vollautomatischen Übersetzungssystemen, die damals noch vor großen Herausforderungen standen. Das System wurde auch in Victor H. Yngves Artikel von 1964 in Science erwähnt, der seine Rolle in der Evolution der automatischen Informationsverarbeitung in Europa hervorhob.
Der Übergang von DICAUTOM zu Eurodicautom wurde durch seine Skalierbarkeit ermöglicht, indem eine wachsende Anzahl von Sprachen und terminologischen Domänen behandelt wurde. Während sich DICAUTOM auf **technische Terminologie für wissenschaftliche Übersetzungen** konzentrierte, erweiterte Eurodicautom seinen Bereich auf juristische, wirtschaftliche und administrative Terminologie und wurde damit zu einem Eckpfeiler der mehrsprachigen Kommunikation innerhalb der Europäischen Kommission.
Eurodicautom, das 1975 offiziell eingeführt wurde, übernahm viele der Kerninnovationen von DICAUTOM, insbesondere das morphologische Analysesystem, und wurde schrittweise verbessert, um eine wachsende Anzahl offizieller europäischer Sprachen zu unterstützen.

### Erweiterung und Implementierung
Eurodicautom wurde 1975 eingeführt, um dem wachsenden Bedarf an konsistenter Terminologie innerhalb der Europäischen Wirtschaftsgemeinschaft (EWG) gerecht zu werden. Es entwickelte sich von einem papierbasierten System zu einer digitalen Datenbank. Ab 1980 war es innerhalb der Kommission online zugänglich und wurde damit zu einem Pionier in der computerunterstützten Übersetzung (CAT). Mit der Erweiterung der EWG wuchs es von sechs auf elf Sprachen, darunter Dänisch, Niederländisch, Englisch, Französisch, Deutsch, Griechisch, Italienisch, Portugiesisch, Spanisch, Finnisch und Schwedisch, wobei Latein für wissenschaftliche Nomenklaturen in Disziplinen wie Botanik und Zoologie hinzugefügt wurde.
In den späten 1990er Jahren wurden öffentliche Benutzeroberflächen hinzugefügt, wodurch Eurodicautom kostenlos zugänglich wurde und eine wertvolle Ressource für Übersetzer, Akademiker und Fachleute weltweit darstellte. Es bot mehrsprachige Abdeckung, domänenspezifische Terminologie (Recht, Wirtschaft, Landwirtschaft, Wissenschaft, Technologie), kontextuelle Informationen (Definitionen, Nutzungshinweise) und leistungsstarke Suchfunktionen, die regelmäßig von Experten der Kommission aktualisiert wurden.

## Auswirkungen und Vermächtnis
Eurodicautom hatte einen erheblichen Einfluss auf die Standardisierung von Terminologie innerhalb europäischer Institutionen, indem es juristische, technische und wissenschaftliche Übersetzungen in den Mitgliedstaaten rationalisierte. Studenten von Institutionen wie der Rennes University UFR2 (LEA-Abteilung) trugen zu seiner Entwicklung bei, indem sie die Einträge verbesserten und gleichzeitig praktische Erfahrungen im Bereich Übersetzung und Terminologiemanagement sammelten. Die Beiträge von Jacques Blois und dem DICAUTOM-Projekt erhielten internationale Anerkennung, insbesondere in einem Artikel von Victor H. Yngve aus dem Jahr 1964 in Science, der die morphologische Analyse als Teil der Fortschritte in der automatischen Informationsverarbeitung in Westeuropa nannte.
Im Jahr 2007 wurde Eurodicautom in IATE integriert, das auf alle 24 offiziellen EU-Sprachen mit erweiterten Funktionen ausgeweitet wurde. Obwohl es nicht mehr genutzt wird, prägen die Methodologien von Eurodicautom – verwurzelt in den Innovationen von DICAUTOM – weiterhin moderne Übersetzungs- und Terminologiesysteme. Es entstand inmitten des Booms der Forschung zur maschinellen Übersetzung in den 1950er- und 1960er-Jahren und verdeutlichte das Potenzial rechentechnischer Werkzeuge, mehrsprachige Kommunikation zu unterstützen, womit es ein dauerhaftes Vermächtnis im Engagement der EU für sprachliche Vielfalt hinterließ.